# Station Feuquières-Broquiers
Station Feuquières-Broquier is een spoorwegstation in de Franse gemeente Feuquières. Het is gelegen in het noorden van Frankrijk, in de regio Hauts-de-France.